# Królestwo Sikkim
Królestwo Sikkim (tyb. འབྲས་ལྗོངས) – historyczne państwo położone w Himalajach, na terenie obecnych Indii, istniejące w latach 1642–1975. W 1975 zniesiono monarchię, a kraj stał się pełnoprawnym stanem indyjskim.

## Władcy Sikkimu
- Phuntsog Namgyal – 1642–1670
- Tensung Namgyal – 1670–1700
- Chakdor Namgyal – 1700–1717
- Gyurmed Namgyal – 1717–1733
- Phuntsog Namgyal II – 1733–1780
- Tenzing Namgyal – 1780–1793
- Tsugphud Namgyal – 1793–1863
- Sidkeong Namgyal – 1863–1874
- Thutob Namgyal – 1874–1914
- Sidkeong Tulku Namgyal – 1914
- Tashi Namgyal – 1914–1963
- Palden Thondup Namgyal – 1963–1975